# Caríxenes
Caríxenes (en grec antic: Χαριξένες, llatí: Charixenes) o Carixen (Χαρίξενος) va ser un metge de la Grècia romana que va viure al segle i. És conegut gràcies a Asclepíades Farmació, qui recollí moltes de les seves fórmules, conservades per Galè i Aeci.